# Coligação Democrática (Hungria)
A Coligação Democrática (em húngaro: Demokratikus Koalíció, DK) é um partido político social-liberal da Hungria. Liderado pelo antigo primeiro-ministro Ferenc Gyurcsány, o partido foi fundado em 2010 como uma fação interna do Partido Socialista Húngaro, mas em 2011 decidiu romper com os socialistas e tornar-se um partido independente. Atualmente, tem 8 deputados no Parlamento Húngaro e 4 deputados no Parlamento Europeu.

## Ideologia
O líder e fundador do partido Ferenc Gyurcsány é um firme apoiante da Terceira Via (popularizada por Clinton e Blair nos anos 90). Na campanha para as eleições europeias de 2019, a cabeça de lista da DK anunciou que um dos temas principais para o partido seria a defesa da ideia dos Estados Unidos da Europa, de facto tornando o partido defensor do Federalismo europeu. No seu programa para as europeias, o partido incluiu vários temas clássicos de centro-esquerda, como maior ação para combater a pobreza infantil, uma pensão mínima europeia, uma taxa europeia a aplicar nas grandes multinacionais e o investimento de fundos europeus para habitações sociais, assim movendo o partido para linha mais social-democrata.
Após as eleições europeias, e apesar de rumores que o partido iria sentar-se no grupo liberal no Parlamento Europeu, o DK decidiu manter-se no grupo social-democrata.

## Resultados Eleitorais

### Eleições legislativas
| Data | Líder            | CI.                 | Votos               | %                   | +/-                 | Deputados | +/- | Status   |
| ---- | ---------------- | ------------------- | ------------------- | ------------------- | ------------------- | --------- | --- | -------- |
| 2014 | Ferenc Gyurcsány | Unidade             | Unidade             | Unidade             | Unidade             | 4 / 199   |     | Oposição |
| 2018 | Ferenc Gyurcsány | 5.º                 | 308 161             | 5,4 / 100,0         |                     | 9 / 199   | 5   | Oposição |
| 2022 | Ferenc Gyurcsány | Unidos pela Hungria | Unidos pela Hungria | Unidos pela Hungria | Unidos pela Hungria | 15 / 199  | 6   | Oposição |

### Eleições europeias
| Data | CI. | Votos   | %            | +/- | Deputados | +/- |
| ---- | --- | ------- | ------------ | --- | --------- | --- |
| 2014 | 4.º | 226 086 | 9,8 / 100,0  |     | 2 / 21    |     |
| 2019 | 2.º | 557 081 | 16,1 / 100,0 | 6,3 | 4 / 21    | 2   |